# Christine Lambrecht
Christine Lambrecht (Mannheim, 19 juni 1965) is een Duitse politica, en lid van de SPD. Van 8 december 2021 tot 19 januari 2023 was was zij bondsminister van Defensie in het kabinet-Scholz. Op 13 januari 2023 werd bekend dat zij van plan was af te treden. Het Duitse dagblad ‘Bild’ had dat vernomen van meerdere bronnen. Het zou haar eigen keuze zijn. Volgens Duitse media was haar positie al langer onhoudbaar. “Ze maakte heel Duitsland belachelijk”, klonk het na een zoveelste incident. Vooral haar nieuwjaarsboodschap waarin ze aangaf dat het conflict in Oekraïne geleid had tot “veel bijzondere ervaringen en ontmoetingen met geweldige en interessante mensen” was de druppel die emmer deed overlopen. Op 16 januari 2023 maakte het Duitse Ministerie van Defensie bekend dat zij haar ontslag had ingediend. 

## Biografie
Na haar middelbare school studeerde Lambrecht rechtswetenschap aan de universiteiten van Mannheim en Mainz.
Sinds 1982 is Lambrecht lid van de SPD. Van 1998 tot 2021 was ze lid van de Bondsdag.

### Privé
Lambrecht is moeder van één zoon en is gescheiden.
- Gemeinsame Normdatei: 1061199002
- Virtual International Authority File: 311602915
- WorldCat: E39PBJtX9997QqKC7dvmxqxJjC